# Mk 28型魚雷
Mk 28型魚雷是一種潛射聲波制導魚雷，由西屋電氣於1944年為美國海軍設計。該魚雷採用全電動操控。Mk 28型魚雷在引入Mk 37型魚雷後結束服役使用。